# Epiblema (orquídea)
Epiblema é um género botânico pertencente à família das orquídeas (Orchidaceae).